# 7-segmentsdisplay

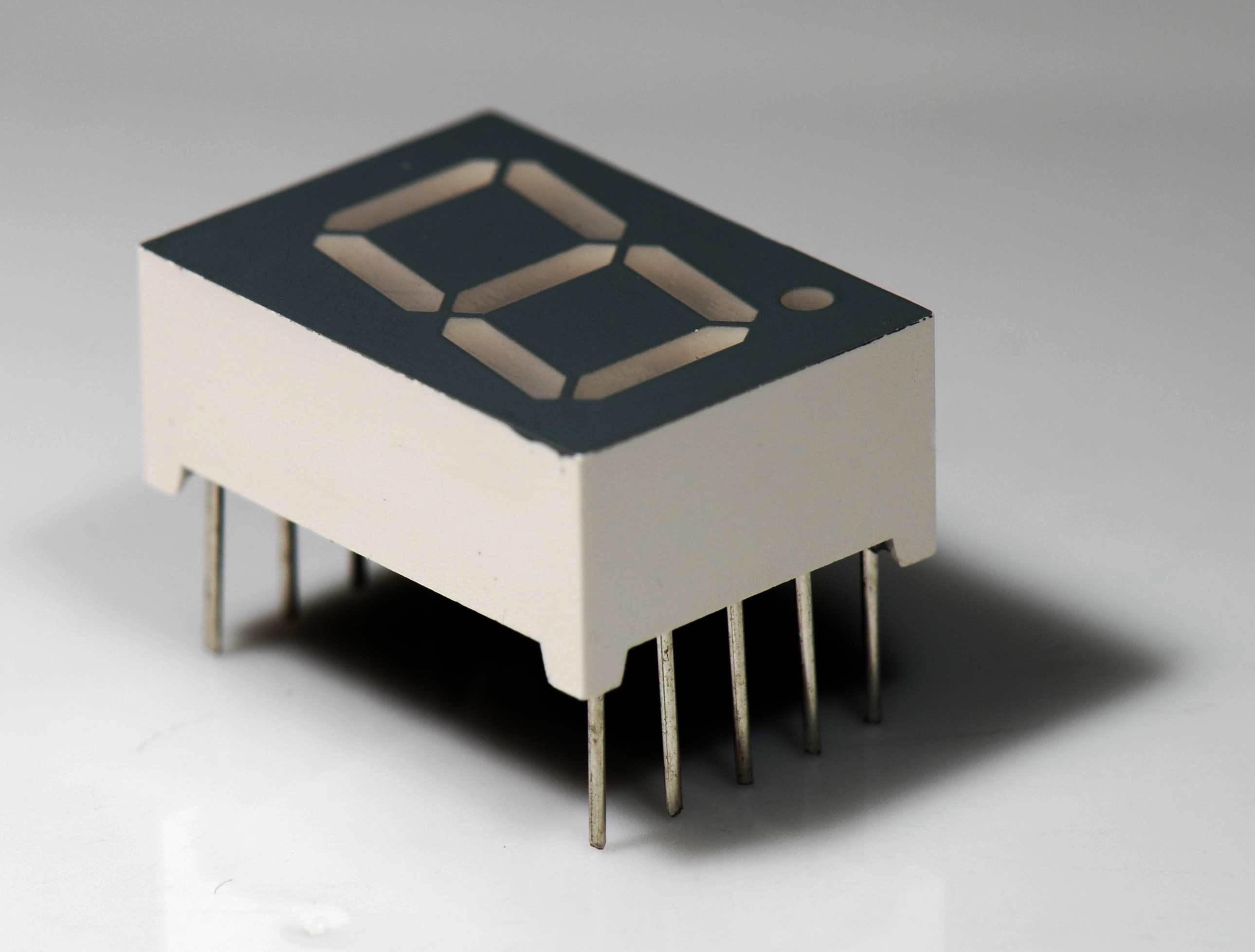
Typisk 7-segments LED-displaykomponent, med decimalpunkt

En 7-segmentsdisplay, sjusegmentsdisplay, är en (typiskt elektronisk) komponent för att visa i siffror i första hand. 7—segmentsdisplayer används i elektronisk utrustning såsom klockor, mätinstrument och annan utrustning som meddelar sifferinformation eller enkla meddelanden. 7—segmentslayouten används med olika tekniker, exempelvis lysdiodelement, flytande kristall (LCD), gasurladdning, mekaniska element och tryckta skyltar. Även på grafiska bildskärmar används ibland samma utseende för att återge samma bild som på en LED-display. För andra tecken än siffror kan fler segment användas, exempelvis 14 eller 16.

De individuella segmenten i en 7-segmentsdisplay

16x8-matris som visar de 128 tillstånden hos en 7-segmentsdisplay

## Historia
7-segmentsdisplayprincipen återfinns i patent redan 1908, F W Wood uppfann en 8-segmentsdisplay, där '4' visades med ett diagonalt segment). 1910 användes en 7-segmentsdisplay med glödtrådsrör på en övervakningspanel i ett kraftverk. Nixierör var en föregångare till 7-segmentstekniken och användes bland annat i mätinstrument, kassaapparater med mera och förekom i 14-segmentsvariant för att kunna visa bokstäver. 7-segmentsvisning slog emellertid inte igenom förrän på 1970-talet med lysdiodtekniken och LCD (bildskärm)-displayer, i miniräknare, klockradio, instrumentpaneler m.m. Fortfarande används 7-segments LCD-displayer i stor skala exempelvis i enkla miniräknare för den goda läsbarheten, medan man i många andra sammanhang har övergått till punktmatrisvisning när ett flertal tecken i alfabetet behöver kunna visas.

## Koncept och visuell struktur
De sju segmenten kan tändas i olika kombinationer för att visa de arabiska siffrorna 0–9, och flera placeras i rad när flera tecken ska visas samtidigt. Dessutom kan rullande visning göras för längre teckensekvenser. Tecknen utförs ofta med liten lutning för att öka läsbarheten. Segmenten är oftast avlånga hexagoner, men andra former förekommer. De är placerade med 3 horisontella, och två vertikala vertikala segment på ömse sidor om dem. De benämns segment a–g, samt i förekommande fall DP för decimalpunkt.
Siffrorna 0, 1, 6, 7 och 9 kan visas på minst två sätt på en sjusegmentsdisplay.

## Implementering
En 7-segmentsdisplay kan skapas på flera sätt. Ett segment kan vara en lysdiod, en rad med lampor eller något annat som emitterar ljus. Fram till 1970-talet förekom olika produkter såsom gasurladdningsrör, Vacuum Fluorescent Display, glödtrådsdisplay (Numitron) och Nixierör.
Andra metoder som inte sänder iväg eget ljus är flytande kristall och mekaniska element som kan ändra riktning exempelvis med en elektrisk signal. Tryckta skyltar görs ibland med tomma segment som ifylles för att "släcka" segment som inte används, exempelvis vid prismärkning i butiksskyltning.
I en 7-segmentsdisplay är vanligen ena polen i respektive segment direkt ansluten och den andra polen till en gemensam anslutning, i fallet med LED gemensam anod eller gemensam katod, vilket totalt fordrar endast 8 anslutningsledningar (plus extrasegment i förekommande fall). Drivelektronik är vanligen utförd för den ena eller den andra typen av display, med låg eller hög signal för att segmentet ska lysa.
Det tillverkas integrerade enheter med en eller flera siffror, och elektronisk avkodning av sifferkod, eller med räkneverk. LED-displayer med flera siffror utförs inte sällan som en matris, mellan en gemensam pol (anod eller katod) för respektive siffra, och segmenten, så att siffrorna drivs multiplexat. Samma driftssätt används vanligen även för diskreta displayer, då det minskar antalet anslutningar som tas i anspråk hos styrelektroniken, och ögats inte märker av den snabba växlingen. För 4 siffror behövs i det läget bara 4+7=11 anslutningar (vilket kan reduceras till 7+2 vid behov) 
|  |  |  |

## Bokstavsvisning
Hexadecimala siffror kan med fördel visas på 7-segmentsdisplayer, men versala och gemena bokstäver får kombineras för att skilja 'B' och 'D' från siffrorna '8' och '0'. 'a', 'c' och 'e' skulle kunna användas som gemena, men blir mera svårlästa. '6' och 'b' måste även utföras distinkt.
| Tecken | gfedcba | abcdefg | a   | b   | c   | d   | e   | f   | g   |
| ------ | ------- | ------- | --- | --- | --- | --- | --- | --- | --- |
| 0      | 0×3F    | 0×7E    | on  | on  | on  | on  | on  | on  | off |
| 1      | 0×06    | 0×30    | off | on  | on  | off | off | off | off |
| 2      | 0×5B    | 0×6D    | on  | on  | off | on  | on  | off | on  |
| 3      | 0×4F    | 0×79    | on  | on  | on  | on  | off | off | on  |
| 4      | 0×66    | 0×33    | off | on  | on  | off | off | on  | on  |
| 5      | 0×6D    | 0×5B    | on  | off | on  | on  | off | on  | on  |
| 6      | 0×7D    | 0×5F    | on  | off | on  | on  | on  | on  | on  |
| 7      | 0×07    | 0×70    | on  | on  | on  | off | off | on  | off |
| 8      | 0×7F    | 0×7F    | on  | on  | on  | on  | on  | on  | on  |
| 9      | 0×6F    | 0×7B    | on  | on  | on  | off | off | on  | on  |
| A      | 0×77    | 0×77    | on  | on  | on  | off | on  | on  | on  |
| b      | 0×7C    | 0×1F    | off | off | on  | on  | on  | on  | on  |
| C      | 0×39    | 0×4E    | on  | off | off | on  | on  | on  | off |
| d      | 0×5E    | 0×3D    | off | on  | on  | on  | on  | off | on  |
| E      | 0×79    | 0×4F    | on  | off | off | on  | on  | on  | on  |
| F      | 0×71    | 0×47    | on  | off | off | off | on  | on  | on  |

LED-baserad 7-segmentsdisplay som visar följden av de 16 hexadecimala siffrorna (A–F)

16-segmentsdisplay som kan visa bokstäver

En 7-segmentdisplay kan användas för att återge vissa bokstäver, både latinska och grekiska, för enklare meddelanden till användaren, såsom "StArt" och "StoPP", men bokstavsuppsättningen är begränsad och enskilda tecken kan missförstås.
För att kunna återge de fler bokstäver och andra tecken används speciella varianter med 14 eller 16 segment, men de har i stort ersatts av punktmatriser, med exempelvis 5x7 punkter, inte minst i LCD-displayer.